# Mycoplasma buccale
Mycoplasma buccale è una specie di batterio appartenente alla famiglia delle Mycoplasmataceae.